# Mathias Haarup
Mathias Haarup (født 10. februar 1996) er en dansk fodboldspiller, der spiller for den danske klub Vendsyssel FF.

## Klubkarriere
Haarup startede sin karriere i Havndal-Udbyneder IF i en alder af fire år. Familien var kort før flyttet dertil, og faren var træner for Haarup i denne periode. Da karrieren blev mere seriøs, skiftede han som 12-årig til Hobro IK. To år senere, som 14-årig, skiftede han til Randers FC, hvor han spillede U/15 Elite.

### Randers FC/Randers Freja
Da han var blevet for gammel til at spille U/19 Liga-fodbold for Randers FC efter 2014-15-sæsonen, fortsatte han med at spille kampe for Randers Freja i Danmarksserien. Han trænede dog med førsteholdet en til to gange om ugen samt til tider spillede for reserveholdet i Reserveligaen. Han blev ikke vurderet klar til Superligafodbold og ønskede samtidig at prøve sig af på højere niveau.
I januar 2016 var han derfor til prøvetræning i Skive IK samtidigt med Jeppe Mogensen, hvilket dog ikke udmøntede sig i en kontrakt.

### Brabrand IF
I januar 2017 skiftede Haarup fra Randers Frejas Danmarksseriehold til Brabrand IF. Han var med til at sikre oprykning til 1. division 2017-18 efter 2. division 2016-17.

### Hobro IK
Den 21. juni 2017 blev det offentliggjort, at Haarup skiftede Brabrand IF ud med Superligafodbold i Hobro IK. Her skrev han under på en etårig aftale og blev Hobro IK tredje tilgang henover sommertransfervinduet.
Han fik sin officielle debut i Superligaen den 14. august 2017 i 5. spillerunde, da han blev skiftet ind i det 89. minut i stedet for Danny Olsen i en 1-1-kamp mod AaB. Efter at have spillet seks kampe (tre kampe som starter) i efteråret og enkelt i foråret (2-1-nederlag til Brøndby IF den 18. marts 2018) forlængede han den 1. april 2018 sin kontrakt med Hobro IK med to år frem til sommeren 2020.

## Hæder

### Klub
- Brabrand IF:
  - 2. plads i oprykningsspillet i 2. division 2016-17